# Clelin Ferrell
Clelin Ferrell (Richmond, Virginia, 17 de mayo de 1997) es un jugador profesional estadounidense de fútbol americano que se desempeña en la posición de defensive end en Washington Commanders, equipo de la National Football League (NFL).

## Carrera
Fue seleccionado en la primera ronda en la Reunión Anual de Selección de Jugadores de la NFL de 2019. Hizo su debut profesional con el equipo Oakland Raiders que, en 2020 pasó a llamarse Las Vegas Raiders, en el cual jugó cuatro temporadas (2019-2023), después pasó a San Francisco 49ers (2023-2024), y finalmente a Washington Commanders.